# Adelpha boeotia
Adelpha boeotia is een vlinder uit de onderfamilie Limenitidinae van de familie Nymphalidae. De wetenschappelijke naam van de soort werd als Heterochroa boeotia in 1867 gepubliceerd door C. & R. Felder.